# WWF Superstars
WWF Superstars é um jogo de arcade produzido pela Technos e lançado em 1989.É o primeiro jogo de arcade inspirado na WWF a ser lançado.Uma série de jogos não relacionados com o mesmo título foi lançado pela LJN para o Game Boy.

## Características
O jogo apresenta alguns dos movimentos característicos e trejeitos dos lutadores do jogo.Há também cenas cortadas com Ted DiBiase, André the Giant e Virgil.Mean Gene Okerlund e Miss Elizabeth fazem aparições também.Antes da primeira partida, a equipe de jogadores escolhidos,entram na arena através do "ring cart" visto na WrestleMania III e WrestleMania VI.

## Jogabilidade
O jogo apresenta um sistema básico de luta e ataque.A partir de um grapple, o jogador pode atirar o adversário, jogá-los para as cordas, ou entrar em uma cela da qual dois específicos grapples podem ser realizados.Cada lutador possui também standing strikes, running attacks, running counter attacks e ground attacks.Luta fora do ringue e uso de armas também são permitidos.Um árbitro está presente no ringue, mas não pode ser atacado pelos lutadores.
O jogador deve escolher dois lutadores para formar uma tag team.Os lutadores jogáveis são Hulk Hogan, The Ultimate Warrior, Big Boss Man, "Macho Man" Randy Savage, The Honky Tonk Man, e "Hacksaw" Jim Duggan. Até dois jogadores podem jogar ao mesmo tempo.Os jogadores assumem a sua equipe através de uma série de partidas com as equipes de outras marcas, em Nova York e Tóquio, em seguida.Depois de três partidas vencidas, os jogadores desafiam os Mega Bucks ("The Million Dollar Man" Ted DiBiase e André the Giant) para a última luta.Os Mega Bucks não são personagens jogáveis.No entanto, existem cheats para MAME que lhes permitem ser utilizados (em conjunto ou separadamente), a desvantagem é que se DiBiase ou André conseguirem uma vitória por submissão, o jogo vai pensar que o jogador perdeu.Além disso, por erros gráficos pode ocorrer do ringue desaparecer.
Se o jogador ganhar a disputa do título, uma manchete de jornal mostra a tag team como campeões.O jogador é levado através de uma outra série de três partidas (uma das quais terá DiBiase) em outra cidade em uma partida final contra DiBiase e André antes do jogo terminar.